# 太古糖業
太古糖業，是香港的一所糖業公司，是太古集團成員。於1881年在香港註冊成立，在1884年煉糖廠正式投入生產，在1900年已經成為蘇伊士運河以東最大的糖廠，把煉造的糖出口到中國內地和東南亞。現時太古糖業於中國內地設有三家包裝廠房，向香港及中國內地的零售及飲食業營銷各類糖產品，並於東南亞、中東及北美洲市場營銷多種印有品牌的糖產品。
截至2011年12月31日止的全年，營業額為6.12億港元。

## 太古糖廠
太古糖廠位於香港島的鰂魚涌，聯同太古船塢及香港汽水廠於1883年一起建成，使鰂魚涌成為當時香港最龐大的工業區。糖廠至1972年才停產，原址發展成太古坊商業區。現時區內仍然有以太古糖廠命名的糖廠街。